# Antetonitrus ingenipes
Antetonitrus ingenipes („Před bouří“) je jedním z nejstarších známých druhů sauropodních dinosaurů. Žil v období pozdního triasu až nejstarší jury (asi před 220 až 190 miliony let) na území dnešní Jihoafrické republiky (souvrství Lower Elliot). První fosilie tohoto dinosaura byly objeveny již v roce 1981, správně vědecky určeny však byly až v roce 2003. Původně byly fosilie mylně řazeny do rodu Euskelosaurus.

## Popis
Délka tohoto relativně malého sauropoda se pohybovala mezi 8 až 12,2 metru a jeho hmotnost dosahovala asi 1500 nebo dokonce 5600 kilogramů.

## Vědecký popis a zařazení
A. ingenipes byl formálně popsán paleontology Adamem Yatesem z Austrálie a jeho jihoafrickým kolegou Jamesem Kitchingem v roce 2003. Dnes je tento rod řazen do čeledi Lessemsauridae a jeho nejbližšími známými příbuznými jsou jihoamerické rody Lessemsaurus a Ingentia, dále pak jiné jihoafrické rody Ledumahadi a Sefapanosaurus.